# Zwitserse parlementsverkiezingen 1857
De Zwitserse parlementsverkiezingen van 1857 vonden plaats op 28 oktober 1857. Er werden 120 leden van de Nationale Raad en 44 leden van de Kantonsraad verkozen. De linkse radicalen behaalden bij deze verkiezingen een meerderheid in de Nationale Raad van 79 van de 120 zetels. De vierde legislatuur die hierop volgde ging van start op 7 december 1857 en duurde drie jaar.

## Verloop van de verkiezingen

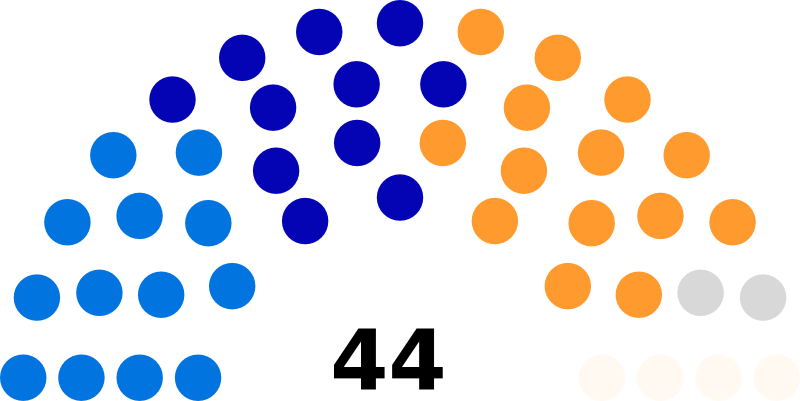
Zetelverdeling in de Kantonsraad.

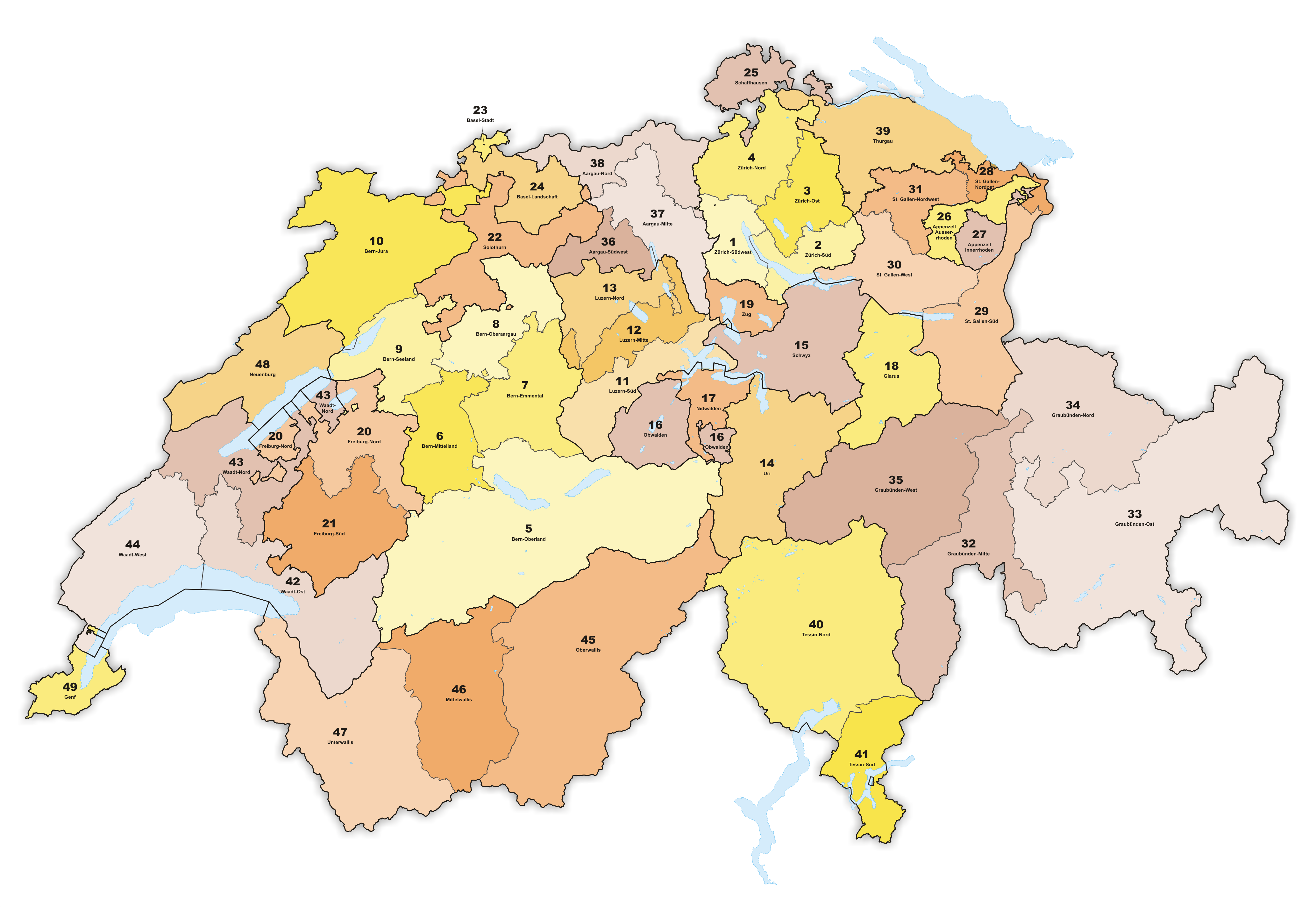
De 49 kiesdistricten zoals die golden voor de federale verkiezingen van 1851 tot die van 1860.

Net zoals bij de vorige verkiezingen sinds die van 1848, behaalden ook nu de linkse radicalen een vierde verkiezingsoverwinning op rij met 60,4% van de stemmen en 79 zetels in de Nationale Raad. Voor het eerst werden de katholieke conservatieven groter dan de gematigde liberalen. De katholieke conservatieven behaalden immers 21 zetels, een wat stijging met 7 zetels betekende. Democratisch links verdween dan weer uit het parlement doordat ze de twee zetels verlozen die ze sinds de verkiezingen van 1854 in handen hadden.
Van de 526.693 stemgerechtigde mannen van 20 jaar en ouder namen 244.774 personen deel aan de verkiezingen, wat een opkomst betekende van 46,5%, een stijging van 0,8% ten opzichte van de vorige verkiezingen. Hierin zijn evenwel niet meegerekend de kiezers in de kantons Appenzell Innerrhoden, Appenzell Ausserrhoden, Glarus, Obwalden, Nidwalden en Uri, wiens volksvertegenwoordigers door de Landsgemeinden werden verkozen. De hoogste opkomst werd genoteerd in het kantons Schaffhausen (86,4%), waar een opkomstplicht was ingesteld.
Ook bij deze verkiezingen waren de verkiezingen voor de Kantonsraad nog niet wettelijk geregeld. De kantons hernieuwden vaak het mandaat van hun zittende Kantonsraadsleden, die op verscheidene data werden verkozen door de kantonnale parlementen.

## Resultaat

### Algemeen
|  | Strekking/partij          | Ideologie                                          | Zetels Nationale Raad | Zetels Kantonsraad |
|  | ------------------------- | -------------------------------------------------- | --------------------- | ------------------ |
|  | linkse radicalen          | radicalen, radicaal-democraten, centrumlinks       | 79                    | 13                 |
|  | conservatieve katholieken | conservatieve katholieken, rechts                  | 21                    | 14                 |
|  | gematigde liberalen       | liberalen, gematigden, liberaaldemocraten, centrum | 15                    | 11                 |
|  | evangelisch rechts        | conservatieve protestanten, rechts                 | 5                     | 0                  |
|  | democratisch links        | links                                              | 0                     | 0                  |
|  | onafhankelijken           | onafhankelijk                                      | -                     | 2                  |
|  | vacant                    | vacant                                             | -                     | 4                  |

### Nationale Raad
| Kanton                 | Totaal | democratisch links | linkse radicalen | gematigde liberalen | evangelisch rechts | conservatieve katholieken |
| ---------------------- | ------ | ------------------ | ---------------- | ------------------- | ------------------ | ------------------------- |
| Zürich                 | 13     | 0 (-1)             | 13 (+2)          | -                   | 0 (-1)             | -                         |
| Bern                   | 23     | -                  | 19 (+1)          | 0 (-1)              | 4 (-1)             | -                         |
| Luzern                 | 7      | -                  | 5 (+1)           | 0 (-1)              | -                  | 2                         |
| Uri                    | 1      | -                  | -                | -                   | -                  | 1                         |
| Schwyz                 | 2      | -                  | 0 (-1)           | -                   | -                  | 2 (+1)                    |
| Nidwalden              | 1      | -                  | 1 (+1)           | -                   | -                  | 0 (-1)                    |
| Obwalden               | 1      | -                  | -                | -                   | -                  | 1                         |
| Glarus                 | 2      | -                  | 0 (-2)           | 2 (+2)              | -                  | -                         |
| Zug                    | 1      | -                  | -                | -                   | -                  | 1                         |
| Fribourg               | 5      | -                  | -                | 1 (-1)              | -                  | 4 (+1)                    |
| Solothurn              | 3      | -                  | 2 (+1)           | 0 (-2)              | -                  | 1 (+1)                    |
| Bazel-Landschap        | 2      | -                  | 2                | -                   | -                  | -                         |
| Bazel-Stad             | 1      | -                  | -                | 1                   | -                  | -                         |
| Schaffhausen           | 2      | -                  | 2 (+1)           | 0 (-1)              | -                  | -                         |
| Appenzell Ausserrhoden | 2      | -                  | 1 (-1)           | 1 (+1)              | -                  | -                         |
| Appenzell Innerrhoden  | 1      | -                  | -                | -                   | -                  | 1                         |
| Sankt Gallen           | 8      | -                  | 5 (-2)           | 0 (-1)              | -                  | 3 (+3)                    |
| Graubünden             | 4      | -                  | 2                | 1                   | 1                  | -                         |
| Aargau                 | 10     | -                  | 5 (-2)           | 4 (+2)              | -                  | 1                         |
| Thurgau                | 4      |                    | 3                | 1                   | -                  | -                         |
| Ticino                 | 6      | -                  | 6                | -                   | -                  | -                         |
| Vaud                   | 10     | 0 (-1)             | 7 (-2)           | 3 (+3)              | -                  | -                         |
| Wallis                 | 4      | -                  | 0 (-2)           | -                   | -                  | 4 (+2)                    |
| Neuchâtel              | 4      | -                  | 4                | -                   | -                  | -                         |
| Genève                 | 3      | -                  | 2 (+2)           | 1 (-2)              | -                  | -                         |
| Zwitserland            | 120    | 0 (-2)             | 79 (-2)          | 15 (-1)             | 5 (-1)             | 21 (+7)                   |